# Várkesző
Várkesző is een plaats (község) en gemeente in het Hongaarse comitaat Veszprém. Várkesző telt 229 inwoners (2001).